# Forcipomyia edgari
Forcipomyia edgari är en tvåvingeart som beskrevs av Tokunaga och Murachi 1959. Forcipomyia edgari ingår i släktet Forcipomyia och familjen svidknott.
Artens utbredningsområde är Nordmarianerna. Inga underarter finns listade i Catalogue of Life.